# S-26 (潜水艦)
|          |                                                   |
| 艦歴     |                                                   |
| 発注:    |                                                   |
| 起工:    | 1919年11月7日                                     |
| 進水:    | 1922年8月22日                                     |
| 就役:    | 1923年10月15日                                    |
| 退役:    |                                                   |
| その後:  | 1942年1月24日に事故で沈没                         |
| 除籍:    |                                                   |
| 性能諸元 |                                                   |
| 排水量:  | 水上 854トン 水中 1,062トン                       |
| 全長:    | 219 ft 3 in (66.83 m)                             |
| 全幅:    | 20 ft 8 in (6.30 m)                               |
| 吃水:    | 15 ft 11 in (4.85 m)                              |
| 機関:    |                                                   |
| 最大速:  | 水上14.5ノット (26.9 km/h) 水中11ノット (20 km/h) |
| 乗員:    | 士官、兵員42名                                    |
| 兵装:    | 4インチ砲1門 21インチ魚雷発射管4門                |

S-26 (USS S-26, SS-131)は、アメリカ海軍の潜水艦。S級潜水艦の1隻。

## 艦歴
S-26は1919年11月7日にマサチューセッツ州クインシーのベスレヘム・シップビルディング株式会社で起工した。1922年8月22日にカルロス・ビーン夫人によって命名、進水し、1923年10月15日に艦長エドマンド・W・バーロウ中尉の指揮下就役した。
就役後は1923年から25年までコネチカット州ニューロンドンを拠点として作戦活動に従事する。1924年1月から4月までセント・トーマス島とトリニダードを訪問し、4月27日から1925年5月30日までハワイを訪れた。カリフォルニア州の様々な港、主にメア・アイランド、サンディエゴ、サンペドロから、S-26は1927年から30年まで毎年夏にハワイを訪れた。1927年5月および1929年2月にはパナマ運河地帯を訪れている。1930年12月1日にサンディエゴを出航し、12月12日に真珠湾に到着する。その後1938年まで真珠湾で任務に従事し、1938年10月15日に帰還、1939年3月25日にニューロンドンに到着した。4月15日に限定就役状態となり、1949年7月1日に完全就役状態に復帰した。
ニューロンドンでの任務およびワシントンD.C.での水素テスト後、S-26は1941年12月10日にニューロンドンを出航し、12月19日にパナマのココ・ソロに到着した。1942年1月24日の夜、パナマ湾で駆潜艇 PC-460 が衝突し、S-26は46名の乗組員と共に沈没した。3名が生き残り、S-26の船体は引き揚げられなかった。